# Victor Wartel
Victor Wartel (Zellik, 18 agosto 1931 – Gand, 26 ottobre 2018) è stato un ciclista su strada belga.
Professionista dal 1955 al 1961 vinse una tappa al Giro del Belgio 1958 e fu terzo, dietro Raymond Impanis e René Privat alla Freccia Vallone 1957.

## Palmarès
- 1953 (Dilettanti, una vittoria)

Omloop der Vlaamse Gewesten amateurs
- 1954 (Dilettanti, una vittoria)

Bruxelles-Rillaar
- 1955 (Indipendenti, una vittoria)

Omloop der Vlaamse Gewesten independents
- 1956 (Bertin/Carpano, due vittorie)

2ª tappa Course des Trois Pays - Drielandentrofee (Heerlen > Eisden)
- 1957 (Rochet/Lygie, una vittoria)

Vijfbergenomloop
- 1958 (Cureghem Sportief/Van Eenaeme-Coppi/Ghigi-Coppi, una vittoria)

2ª tappa Giro del Belgio (Namur > Florenville)
- 1960 (Groene Leeuw, una vittoria)

Grand Prix Stad Vilvoorde

### Altri successi
- 1955 (Indipendenti, tre vittorie)

Criterium di Bierbeek
Grand Prix des Carrières - Kermesse Lessines
Sint-Pieters-Woluwe - B.K.Interclubs - Gemengd (cronometro)
- 1956 (Bertin/Carpano, quattro vittorie)

Criterium di Buggenhout
Criterium di Lembeek
Criterium di Tienen
Kermesse di Hoegaarden
- 1957 (Rochet/Lygie, una vittoria)

Kermesse di Lauwe
- 1960 (Groene Leeuw, una vittoria)

Criterium di Asper
Criterium di Buggenhout

## Piazzamenti

### Classiche monumento
- Giro delle Fiandre

1957: 21º
1958: 47º
1959: 39º
- Liegi-Bastogne-Liegi

1959: 16º
1960: 26º